# Famille Wayans
Cette page explique l’histoire ou répertorie les différents membres de la famille Wayans.
Les Wayans sont une famille afro-américaine originaire de New York, et dont plusieurs membres doivent leur célébrité au monde du cinéma.
```
Howell 
Wayans
, directeur de supermarché
x Elvira, femme au foyer
│
├──> 
Dwayne Howell Otis Wayans
 (né le 
22 août 1956
), assistant de production.
│
├──> 
Keenen Ivory Wayans
 (né le 
8 juin 1958
), acteur, scénariste, réalisateur et producteur.
│    x Daphne Polk
│    ├──> 
Jolie Ivory Imani Wayans
 (née en 1992)
│    ├──> 
Nala Wayans
 (née en 1996)
│    ├──> 
Keenen Ivory Wayans Jr.
 (né en 1998)
│    ├──> 
Bella Wayans
 (née en 2001)
│    └──> 
Daphne Ivory Wayans
 (née en 2000)
├──> 
Diedre Wayans
 (née le 17 août 1959), scénariste et productrice.

[
1
]
│    ├──> 
Craig Mikel Wayans
 (né le 
27 mars 1976
), acteur, scénariste, réalisateur et producteur.
│    ├──> 
Gregg Wayans-Benson
 (né le 26 décembre 1988), acteur.
│    ├──> 
Summer Wayans
 (née en le 1 mars 1985), modèle. 
│    ├──> 
Justin Benson
 (né en 15 novembre 1991)
│    └──> 
Jamel Benson
 (né en 15 novembre 1991)
│    └──> 
Brandee Benson
 (né en 12 septembre 1995)
├──> 
Damon Kyle Wayans
 (né le 
4 septembre 1960
), acteur et producteur.
│    x Lisa Thorner
│    ├──> 
Damon Wayans Jr.
 (né le 
18 novembre 1982
), acteur et producteur de télévision.
│    ├──> 
Michael Wayans
 (né le 28 mars 1985), acteur. Marié à 
Vanessa Simmons
 avec laquelle il a une fille Ava Marie Jean.
│    ├──> 
Cara Mia Wayans
 (née le 18 avril 1987), actrice
│    └──> 
Kyla Wayans
 (née en 1991), actrice
│
├──> 
Kim Wayans
 (née le 
8 octobre 1961
), actrice.
│
├──> 
Elvira Wayans
 (née le 4 janvier 1964), scénariste.
│    ├──> 
Damien Dante Wayans
 (né le 
15 avril 1980
), acteur, scénariste, réalisateur et producteur de télévision.
│    └──> 
Chaunté Wayans
 (née le 24 mai 1982), actrice et scénariste.
│
├──> 
Nadia Wayans
 (née le 20 janvier 1965), actrice
│
├──> 
Vonnie Wayans
 (née le 25 avril 1966)  
│
├──> 
Shawn Wayans
 (né le 
19 janvier 1971
), acteur.
│    ├──> 
Laila Wayans
 (née en 1999)
│    ├──> 
Illia Wayans
 (née en 2002)
│    └──> 
Marlon Wayans Jr
 (né en 2004)
│
├──> 
Marlon Wayans
 (né le 
23 juillet 1972
), acteur et scénariste.
│    x Angelica Zackary  
│     ├──> 
Shawn Howell Wayans
 (né en 2002)
│     └──> 
Arnai Zackary Wayans
 (née en 2000)
```